# André Kuchenbecker
André Kuchenbecker (* 2. Juli 1962 in Rostock) ist ein deutscher Moderator, Redakteur und Eventmanager.

## Leben
Kuchenbecker arbeitete ab 1981 als Lehrausbilder für Nachrichtentechniker, stand aber mehrmals in der Woche auf der Bühne. Im Jahr 1985 macht er sich selbständig. Im September 1985 begann die Zusammenarbeit mit Dagmar Dark-Ringstorff, einer auch als Clown agierenden Pantomimin.
Im Jahr 1990 wurde er bei einer Veranstaltung auf dem Rostocker Universitätsplatz für das Radio entdeckt und machte seine ersten Radioschritte bei RMV, ab 1992 NDR 1 Radio MV. Dort moderierte er einige Jahre die Morgensendung Radiowecker Kuchenbecker, nach einer Pause dann die Samstag Abend laufende Partysendung Disco mit André Kuchenbecker.
Das Hauptbetätigungsfeld wurde schnell die Arbeit beim Radio. Er moderierte alle Sendeachsen, war im Fernsehen zu erleben und auf Bühnen im Norden, vor allem in Mecklenburg-Vorpommern. Er präsentierte Großveranstaltungen mit bis zu 27.000 Besuchern, zusammengerechnet bis 2017 etwa 4500 Radiosendungen und etwa 3500 Veranstaltungen aller Art.